# Clinton (Nova Iorque)
Clinton (ou Ka-dah-wis-dag, "campo branco" na língua Sêneca ) é uma vila no condado de Oneida, Nova York, Estados Unidos. A população era de 1.942 no censo de 2010, diminuindo para 1.683 no censo de 2020 (um declínio de 13%). Foi nomeado em homenagem a George Clinton, o primeiro governador de Nova Iorque .
A vila de Clinton, local do Hamilton College, fica na cidade de Kirkland. Clinton era conhecida como a "vila das escolas" devido ao grande número de escolas particulares operando na vila durante o século XIX.
Ao descrever as atrações do Hamilton College em 1833, afirmou-se que ele estava "situado em uma das partes mais saudáveis, deliciosas e férteis de nosso país; cercado por uma população numerosa, crescente, virtuosa e empreendedora". Em 1903, outro catálogo escolar, além da “beleza incomparável da paisagem circundante” e da “notável salubridade da vizinhança”, comentava “a elevada fibra moral da comunidade e as suas vantagens educacionais superiores”, o que fez de Clinton “ um lugar altamente favorecido para a cultura mental e moral."